# NGC 44
NGC 44 es una estrella doble (ambas tipo F4) en la constelación de Andrómeda. Fue registrada por primera vez por John Herschel el 22 de noviembre de 1827. Notó que "no se lo puede ver, pero en la noche más clara" y que era "extremadamente débil, muy pequeño". Aunque las estrellas parecen estar a una distancia similar, su movimiento es extremadamente diferente entre sí. La estrella oriental está aproximadamente a unos 22 años luz de distancia, mientras que la estrella occidental se encuentra aproximadamente a una distancia de 213 años luz. Si bien las distancias parecen similares, las barras de error significan que las estrellas podrían estar fácilmente a 3230 y 3650 años luz del Sol, o 3630 y 3230 años luz del Sol.
Debido a sus diferentes movimientos propios, las estrellas estaban originalmente más alejadas unas de otras en el momento del descubrimiento, ~8.7 segundos de arco, en comparación con los ~2.8 segundos de arco de hoy. Alcanzarán su separación aparente más cercana entre sí alrededor de 2150, cuando solo estarán separados por aproximadamente 0,72 arcosegundos.